# Kieffer Moore
Kieffer Roberto Francisco Moore (* 8. srpna 1992 Torquay) je velšský profesionální fotbalista, který hraje na pozici útočníka v anglickém klubu AFC Bournemouth a ve velšském národním týmu.

## Klubová kariéra
Moore zahájil svou kariéru v klubu National League South Truro City. V únoru 2013 Moore přestoupil do Dorchester Townu kvůli přetrvávajícím finančním potížím Trura; svou první sezónu v National League South s 20 vstřelenými brankami. V červenci 2013 přestoupil do druholigového Yeovil Townu.
Po více než padesáti odehraných zápasech Moore klub opustil, zamířil na sezónní angažmá do norského klubu Viking FK a následně se vrátil zpátky do Anglie, konkrétně do klubu Forest Green Rovers. V roce 2016 odešel na hostování do svého rodného města, do klubu Torquay United, kde ve čtyřech zápasech vstřelil pět branek, čímž upoutal pozornost druholigového Ipswich Townu, kde podepsal smlouvu v lednu 2017.
Před začátkem sezóny 2017/18 odešel Moore na hostování do Rotherhamu United, za který v 20 zápasech nastřílel 13 gólů. V lednu 2018 byl povolán zpátky do Ipswiche. Následně se připojil k Barnsley za částku okolo 850 tisíc euro. V srpnu 2019 podepsal Moore tříletou smlouvu s Wiganem Athletic, který za něj Barnsely zaplatil 2,7 milionu euro.

## Reprezentační kariéra
Moore měl možnost reprezentovat Wales prostřednictvím svého dědečka z matčiny strany, který pocházel z Llanrugu, a v květnu 2019 obdržel první povolání do velšského národního týmu.. 10. října 2019 Moore vstřelil svůj první reprezentační gól, a to v kvalifikačním zápase na Euro 2020 proti Slovensku. Moore skóroval v každém ze svých prvních 3 venkovních reprezentačních zápasů; dal gól při výhře 2:0 nad Ázerbájdžánem 16. listopadu 2019 a při výhře 1:0 nad Finskem 3. září 2020. Moore se opět prosadil v zápase proti Finsku v Cardiffu 18. listopadu 2020.
V květnu 2021 byl Moore povolán na závěrečný turnaj Euro 2020. 12. června 2021 Moore skóroval v úvodním zápase základní skupiny proti Švýcarsku a pomohl Walesu k remíze 1:1.

## Statistiky

### Klubové
K 8. květnu 2021
| Klub                     | Sezóna  | Liga                  | Liga   | Liga | Národní pohár | Národní pohár | Ligový pohár | Ligový pohár | Ostatní | Ostatní | Celkem | Celkem |
| Klub                     | Sezóna  | Liga                  | Zápasy | Góly | Zápasy        | Góly          | Zápasy       | Góly         | Zápasy  | Góly    | Zápasy | Góly   |
| ------------------------ | ------- | --------------------- | ------ | ---- | ------------- | ------------- | ------------ | ------------ | ------- | ------- | ------ | ------ |
| Truro City               | 2012/13 | National League South | 22     | 13   | 1             | 0             | —            | —            | 1       | 0       | 24     | 13     |
| Dorchester Town          | 2012/13 | National League South | 13     | 7    | 0             | 0             | —            | —            | 0       | 0       | 13     | 7      |
| Yeovil Town              | 2013/14 | Championship          | 20     | 4    | 2             | 1             | 2            | 0            | —       | —       | 24     | 5      |
| Yeovil Town              | 2014/15 | League One            | 30     | 3    | 2             | 1             | 1            | 0            | 1       | 0       | 34     | 4      |
| Yeovil Town              | Celkem  | Celkem                | 50     | 7    | 4             | 2             | 3            | 0            | 1       | 0       | 58     | 9      |
| Viking                   | 2015    | Tippeligaen           | 9      | 0    | 2             | 0             | —            | —            | —       | —       | 11     | 0      |
| Forest Green Rovers      | 2015/16 | National League       | 16     | 2    | 0             | 0             | —            | —            | 1       | 0       | 17     | 2      |
| Forest Green Rovers      | 2016/17 | National League       | 17     | 5    | 1             | 0             | —            | —            | 0       | 0       | 18     | 5      |
| Forest Green Rovers      | Celkem  | Celkem                | 33     | 7    | 1             | 0             | —            | —            | 1       | 0       | 35     | 7      |
| Torquay United (host.)   | 2016/17 | National League       | 4      | 5    | 0             | 0             | —            | —            | —       | —       | 4      | 5      |
| Ipswich Town             | 2016/17 | Championship          | 11     | 0    | 0             | 0             | 0            | 0            | —       | —       | 11     | 0      |
| Ipswich Town             | 2017/18 | Championship          | 0      | 0    | 0             | 0             | 0            | 0            | —       | —       | 0      | 0      |
| Ipswich Town             | Celkem  | Celkem                | 11     | 0    | 0             | 0             | 0            | 0            | 0       | 0       | 11     | 0      |
| Rotherham United (host.) | 2017/18 | League One            | 22     | 13   | 1             | 0             | 2            | 0            | 0       | 0       | 25     | 13     |
| Barnsley                 | 2017/18 | Championship          | 20     | 4    | —             | —             | —            | —            | —       | —       | 20     | 4      |
| Barnsley                 | 2018/19 | League One            | 31     | 17   | 3             | 2             | 0            | 0            | 1       | 0       | 35     | 19     |
| Barnsley                 | Celkem  | Celkem                | 51     | 21   | 3             | 2             | 0            | 0            | 1       | 0       | 55     | 23     |
| Wigan Athletic           | 2019/20 | Championship          | 36     | 10   | 0             | 0             | 0            | 0            | —       | —       | 36     | 10     |
| Cardiff City             | 2020/21 | Championship          | 42     | 20   | 0             | 0             | 0            | 0            | —       | —       | 42     | 20     |
| Celkem                   | Celkem  | Celkem                | 293    | 103  | 12            | 4             | 5            | 0            | 4       | 0       | 314    | 107    |

### Reprezentační
K 12. červnu 2021
| Wales  | Wales  | Wales |
| Rok    | Zápasy | Góly  |
| ------ | ------ | ----- |
| 2019   | 5      | 2     |
| 2020   | 7      | 2     |
| 2021   | 6      | 2     |
| Celkem | 18     | 6     |

#### Reprezentační góly
K zápasu odehranému 12. června 2021. Skóre a výsledky Walesu jsou vždy zapisovány jako první
| Gól | Datum              | Místo                                 | Soupeř      | Skóre | Výsledek | Soutěž                                 |
| --- | ------------------ | ------------------------------------- | ----------- | ----- | -------- | -------------------------------------- |
| 1.  | 10. října 2019     | City Arena Trnava, Trnava, Slovensko  | Slovensko   | 1:0   | 1:1      | Kvalifikace na Mistrovství Evropy 2020 |
| 2.  | 16. listopadu 2019 | Bakcell Arena, Baku, Ázerbájdžán      | Ázerbájdžán | 1:0   | 2:0      | Kvalifikace na Mistrovství Evropy 2020 |
| 3.  | 3. září 2020       | Olympijský stadion, Helsinky, Finsko  | Finsko      | 1:0   | 1:0      | Liga národů UEFA 2020/21               |
| 4.  | 18. listopadu 2020 | Cardiff City Stadium, Cardiff, Wales  | Finsko      | 3:1   | 3:1      | Liga národů UEFA 2020/21               |
| 5.  | 27. března 2021    | Cardiff City Stadium, Cardiff, Wales  | Mexiko      | 1:0   | 1:0      | Přátelský zápas                        |
| 6.  | 12. června 2021    | Olympijský stadion, Baku, Ázerbájdžán | Švýcarsko   | 1:1   | 1:1      | EURO 2020                              |

## Ocenění

### Individuální
- Jedenáctka sezóny EFL League One: 2018/19[8]
- Nejlepší hráč měsíce EFL Championship podle fanoušků: Únor 2021[9]
- Nejlepší hráč Cardiffu City FC: 2020/21[10]